# Luann Van Houten
Luann Van Houten er en fiktiv person i tv-serien The Simpsons. Maggie Roswell lægger stemme til hende. Da Roswell forlod serien blev Luann til en baggrundsfigur som mest figurerede i gruppescener.
Luann er mor til Milhouse og er i de første mange sæsoner gift med Kirk. Efter deres skilsmisse lever hun det vilde singleliv og dater bl.a. American Gladiator Pyro, men er ham utro med hans bedste ven Gyro.